# Kungia
Kungia es un género con dos especies de plantas con flores perteneciente a la familia Crassulaceae.   Comprende 2 especies descritas y  aceptadas.

## Taxonomía
El género fue descrito por Kun Tsun Fu y publicado en Journal of the Northwestern Teachers College, Natural Science 1: 3. 1988.

## Especies aceptadas
A continuación se brinda un listado de las especies del género Kungia aceptadas hasta enero de 2014, ordenadas alfabéticamente. Para cada una se indica el nombre binomial seguido del autor, abreviado según las convenciones y usos.
- Kungia aliciae (Raym.-Hamet) K.T. Fu
- Kungia schoenlandii (Raym.-Hamet) K.T. Fu